# Beulah Beach (Ohio)
Beulah Beach é uma comunidade não incorporada e região censitária situado junto ao Lago Erie em Condado de Erie, Ohio, Estados Unidos. De acordo com o censo de 2010, tinha uma população de 53 pessoas. Ele está localizado dentro do Município de Vermilion.

## História
Beulah Beach teve o seu início em 1920 como uma comuna cristã. Atualmente, possui um acampamento de verão e centro de retiro, Beulah Beach Camp and Retreat Center, afiliado à denominação Christian and Missionary Alliance e membro da Christian Camp and Conference Association.

## Geografia
Beulah Beach está localizada no leste do condado de Erie em41° 23′ 31″ N, 82° 26′ 32″ O, na parte ocidental de Vermilion Township. É cerca de 600 ft (180 m) acima do nível do mar.
US Route 6 forma a extremidade sul da comunidade, levando a nordeste 5 mi (8 km) para a cidade de Vermilion e a oeste de 6 mi (10 km) para Huron. Cleveland fica a 46 mi (74 km) para o leste.